# Cyptonychia salacon
Cyptonychia salacon là một loài bướm đêm trong họ Noctuidae.